# Karnitin
Karnitin är en transportmolekyl som är nödvändig för metabolismen av fettsyror. En källa till karnitin är kött, men karnitin kan även egensyntetiseras från aminosyrorna lysin och metionin. Karnitin är en kvartär ammoniumförening involverad i ämnesomsättningen i de flesta däggdjur, växter och vissa bakterier.Som stöd för energiomsättningen transporterar karnitin långkedjiga fettsyror från cytosolen till mitokondrier för att oxideras för fri energiproduktion, och deltar också i att ta bort metabolismprodukter från celler. Med tanke på dess viktiga metaboliska roller, är karnitin koncentrerat i vävnader som skelett och hjärtmuskulatur som metaboliserar fettsyror som en energikälla. I allmänhet syntetiserar individer, inklusive strikta vegetarianer, tillräckligt med L-karnitin in vivo.
Karnitin existerar som en av två stereoisomerer. De två enantiomererna d-karnitin (S-(+)-) och l-karnitin (R-(−)-). Båda är biologiskt aktiva, men endast l-karnitin förekommer naturligt hos djur, och d-karnitin är giftigt eftersom det hämmar aktiviteten av l-formen. Vid rumstemperatur är rent karnitin ett vitaktigt pulver och en vattenlöslig zwitterjon med relativt låg toxicitet. Härledd från aminosyror, extraherades karnitin först från köttextrakt 1905, vilket ledde till dess namn från latin, "caro/carnis" eller kött.
Vissa individer med genetiska eller medicinska störningar (som för tidigt födda barn) kan inte tillverka tillräckligt med karnitin, vilket kräver kosttillskott. Trots vanlig karnitintillskottskonsumtion bland idrottare för förbättrad träningsprestation eller återhämtning, finns det otillräckligt högkvalitativt kliniskt bevis för att belägga att det ger någon fördel.

## Biosyntes och metabolism
Många eukaryoter, inklusive människor, har förmågan att syntetisera karnitin. Människor syntetiserar karnitin från substratet TML (6-N-trimetyllysin), som i sin tur härrör från metyleringen av aminosyran lysin. TML hydroxyleras sedan till hydroxitrimetyllysin (HTML) med trimetyllysindioxygenas (TMLD), vilket kräver närvaro av askorbinsyra och järn. HTML klyvs sedan av HTML-aldolas (HTMLA, ett pyridoxalfosfat som kräver enzym), vilket ger 4-trimetylaminobutyraldehyd (TMABA) och glycin. TMABA dehydreras därefter till gamma-butyrobetain i en NAD+-beroende reaktion, katalyserad av TMABA-dehydrogenas. Gamma-butyrobetain hydroxyleras sedan av gamma-butyrobetain-hydroxylas (ett zinkbindande enzym) till l-karnitin, vilket kräver järn i form av Fe2+.
Karnitin är involverat i transport av fettsyror över mitokondriella membranet, genom att bilda en långkedjig acetylkarnitinester och transporteras av karnitinpalmitoyltransferas I och karnitinpalmitoyltransferas II. Karnitin spelar också en roll för att stabilisera nivåerna av acetyl-CoA och koenzym A genom förmågan att ta emot eller avge en acetylgrupp.